# Pedujim
Pedujim (hebrejsky פְּדוּיִים, v oficiálním přepisu do angličtiny Peduyim, přepisováno též Peduim) je vesnice typu mošav v Izraeli, v Jižním distriktu, v Oblastní radě Merchavim.

## Geografie
Leží v nadmořské výšce 115 metrů na severozápadním okraji pouště Negev; v oblasti která byla od 2. poloviny 20. století intenzivně zúrodňována a zavlažována a ztratila částečně charakter pouštní krajiny. Jde o zemědělsky obdělávaný pás navazující na pobřežní nížinu. Podél východního okraje mošavu protéká vádí Nachal Patiš.
Obec se nachází 27 kilometrů od břehu Středozemního moře, cca 83 kilometrů jihojihozápadně od centra Tel Avivu, cca 77 kilometrů jihozápadně od historického jádra Jeruzalému a 18 kilometrů severozápadně od města Beerševa. Nachází se na severozápadním okraji města Ofakim. Pedujim obývají Židé, přičemž osídlení v tomto regionu je etnicky převážně židovské.
Pedujim je na dopravní síť napojen pomocí lokální silnice 241.

## Dějiny
Pedujim byl založen v roce 1950. Zakladateli byli Židé z Jemenu. Mošav je pojmenován podle biblického citátu z Knihy Izajáš 35,10: „Ti, za něž Hospodin zaplatil, se vrátí. Přijdou na Sijón s plesáním a věčná radost bude na jejich hlavách. Dojdou veselí a radosti, na útěk se dají starosti a nářek“
Místní ekonomika je založena na zemědělství (produkce mléka). V obci je k dispozici synagoga, mikve, zdravotní středisko, sportovní areály a mateřská škola a společenské centrum. Správní území vesnice měří 4 000 dunamů (4 kilometry čtvereční). Plánuje se stavební expanze. Nabízí se zde 98 stavebních parcel pro soukromé zájemce, z toho 40 již bylo prodáno.

## Demografie
Obyvatelstvo mošavu je nábožensky orientované. Podle údajů z roku 2014 tvořili naprostou většinu obyvatel v Pedujim Židé (včetně statistické kategorie "ostatní", která zahrnuje nearabské obyvatele židovského původu ale bez formální příslušnosti k židovskému náboženství).
Jde o menší obec vesnického typu s dlouhodobě rostoucí populací. K 31. prosinci 2014 zde žilo 477 lidí. Během roku 2014 populace stoupla o 0,2 %.
| Rok            | 1961 | 1972 | 1983 | 1995 | 2001 | 2003 | 2004 | 2005 | 2006 | 2007 | 2008 | 2009 | 2010 | 2011 | 2012 | 2013 | 2014 |
| -------------- | ---- | ---- | ---- | ---- | ---- | ---- | ---- | ---- | ---- | ---- | ---- | ---- | ---- | ---- | ---- | ---- | ---- |
| Počet obyvatel | 361  | 290  | 324  | 291  | 311  | 315  | 316  | 320  | 344  | 350  | 352  | 402  | 412  | 435  | 445  | 476  | 477  |